# Brietzke (Möckern)
Brietzke ist ein Ortsteil von Möckern im Landkreis Jerichower Land in Sachsen-Anhalt.

## Geografie
Der Ortsteil ist ländlich geprägt und liegt acht Kilometer von Möckern entfernt. Im Ort treffen die beiden Kreisstraßen 1784 und 1785 aufeinander. Die K 1785 stellt die Verbindung zur Bundesstraße 246 und damit zum Hauptort Möckern sowie zum ebenfalls nahe gelegenen Stadtteil Loburg her. Die K 1784 verbindet Brietzke mit seinen Nachbarorten Dalchau und Kalitz. Brietzke liegt im Landschaftsschutzgebiet Westfläming, weiträumig von landwirtschaftlichen Flächen umgeben.
Naturräumlich gehört der Ort zum Zerbster Land, einer ackergeprägten offenen Kulturlandschaft und 536 km² großen Haupteinheit der übergeordneten Haupteinheitengruppe des Fläming im norddeutschen Tiefland. Das Zerbster Land bildet die Südwestabdachung des Flämings zur Elbe und gehört zum Einzugsgebiet dieses Flusses.

## Geschichte
Der Ort wurde 1306 unter dem Namen Brizeke, 1562 als Britzke erwähnt. Es war zu dieser Zeit ein um die 100 Einwohner zählendes Kirchdorf mit dem Rittergut der Familie von Britzke, das 1562 nach Zeppernick eingepfarrt wurde. 1457 besaß das Kloster Lehnin zwei Hufen Land in Brietzke. Bis zum Ende des Dreißigjährigen Krieges war Brietzke ein Domänenvorwerk des Magdeburger Erzstiftes, nach dessen Säkularisation und Übergang zu Brandenburg-Preußen königliches Domänenvorwerk. Im 18. Jahrhundert befand sich hier der Sitz des Königlichen Domänenamtes Loburg.
Vor 1807 gehörte der Ort zum Herzogtum Magdeburg, während der westphälischen Zwischenherrschaft in Magdeburg zur Kurmark und nach Ende der Befreiungskriege zum Landkreis Jerichow I des Regierungsbezirkes Magdeburg in der preußischen Provinz Sachsen. 1831 kam das Rittergut durch Erbfolge in den Besitz der in Loburg ansässigen Adelsfamilie von Barby. Administrativ gehörte Brietzke im 19. Jahrhundert als gemeindeunabhängiger eigenständiger Gutsbezirk zum Amt Kalitz. 1910 zählte der Gutsbezirk Brietzke 182 Einwohner.
Für einige Jahrzehnte hatte Brietzke einen eigenen Bahnhof an der Anfang des 20. Jahrhunderts gebauten Kleinbahnstrecke Loburg–Gommern.
Am 17. Oktober 1928 wurde der Gutsbezirk Brietzke (ohne die Exclave bei Loburg) mit dem Gutsbezirk Kalitz zu einer Landgemeinde Brietzke-Kalitz zusammengelegt. Diese zählte 1933 292 Einwohner. Nach der DDR-Gebietsreform kam Brietzke-Kalitz 1952 zunächst in den Landkreis Loburg, 1957 zum Kreis Zerbst. Am 1. Januar 1974 wurde Brietzke-Kalitz in die Gemeinde Zeppernick eingemeindet, am 1. Juli 2007 in die Stadt Möckern. 2002 versuchte ein Investor, das verfallene ehemalige Brietzker Gutshaus, das in den DDR-Jahren eine Konsumverkaufsstelle und Wohnungen beherbergte, zu einem Wissenschaftszentrum auszubauen.

## Sehenswürdigkeiten
Die evangelische Kirche wurde 1722 erbaut. Es ist ein kleiner rechteckiger Putzbau mit jeweils drei Stichbogenfenstern in den Längsfassaden. Das Gebäude ist mit einem ziegelgedeckten Pultdach versehen, und über dem Westgiebel thront ein Dachreiter in Fachwerkbauweise, der eine geschweifte Haube trägt. Das Innere der Kirche wurde mit einer flachen Decke abgeschlossen. Sie ist mit Stuckwerk eingerahmt, verziert mit einem Mittelmedaillon, das den preußischen Adler zeigt, und mit vier musizierende Engel darstellende Eckmedaillons. An der Westwand ist eine Empore angebracht, die ebenso wie Gestühl, Herrschaftsloge, Kanzel und Altar in barocken Formen angefertigt wurde. Der Altaraufsatz beinhaltet ein die Abendmahlsszene darstellendes Gemälde, Empore und Gestühl sind mit bäuerlicher Blumenmalerei verziert. Die als halbrunder Tisch in die Südwand eingelassene Taufe stellt eine bemerkenswerte Besonderheit dar.